# Ambly-Fleury
Ambly-Fleury é uma comuna francesa na região administrativa de Grande Leste, no departamento Ardenas. Estende-se por uma área de 5,91 km². Em 2010 a comuna tinha 139 habitantes (densidade: 23,5 hab./km²).